# Исторический музей военно-воздушных сил Италии
Исторический музей военно-воздушных сил Италии (итал. Museo storico dell'Aeronautica Militare) — музей итальянской военной авиации, расположенный в городе Браччано, метрополитенский город Рим, регион Лацио, в Центральной Италии. Основан в 1977 году недалеко от одноимённого озера, где в 1908 году был построен и поднялся в воздух первый итальянский военный дирижабль. В музее представлена коллекция, состоящая в основном из итальянских самолётов, включая гидропланы.
Кроме самолетов и двигателей, в музее имеются коллекции авиационной фотоаппаратуры, радиооборудования, оружия и бортового оборудования.
Одной основных задач Исторического музея военно-воздушных сил также является восстановление исторических самолётов, для чего музей ведёт сотрудничество с другими организациями.